# Manuel Gaspar Gómez de Sandoval Téllez-Girón
Manuel Gaspar Gómez de Sandoval Téllez-Girón (Madrid, 1676 - La Puebla de Montalbán, 1732), V duque de Uceda, fue un noble y hombre de estado español, gentilhombre de cámara de Carlos II y de Felipe V, mariscal de campo del ejército y tesorero de la Real Casa de la Moneda.

## Biografía
En 1725, por sentencia del Consejo de Castilla, consiguió la rehabilitación de la casa de Uceda en sus antiguos señoríos y la restitución de los bienes familiares, que habían sido requisados por Felipe V tras la deserción de su padre Juan Francisco Pacheco Téllez-Girón al bando austracista durante la guerra de sucesión que siguió a la muerte de Carlos II.

### Familia
Fue hijo primogénito de Juan Francisco Pacheco Téllez-Girón, a quien sucedió en el condado de La Puebla de Montalbán, y de Isabel María de Sandoval y Girón, de quien heredó los títulos de duque de Uceda y marqués de Belmonte y de Menasalbas.  Casó en 1697 con Josefa Antonia de Toledo y Portugal Pacheco y Velasco, hija del conde de Oropesa y valido de Carlos II, Manuel Joaquín Álvarez de Toledo-Portugal y Pimentel. La pareja tuvo nueve hijos.
Falleció el 12 de febrero de 1732 en La Puebla de Montalbán (Toledo). Está enterrado junto a su esposa en una cripta de la iglesia parroquial de Nuestra Señora de la Paz de la localidad toledana. Fueron descubiertos en 1959 durante unas obras de reparación del conjunto.
| Predecesor: Isabel María de Sandoval y Girón    | Duque de Uceda Marqués de Belmonte Marqués de Menasalbas | Sucesor: Francisco Javier Juan Pacheco Téllez-Girón |
| Predecesor: Juan Francisco Pacheco Téllez-Girón | Conde de La Puebla de Montalbán                          | Sucesor: Francisco Javier Juan Pacheco Téllez-Girón |